# ویلیام الکساندر ریچاردسون
ویلیام الکساندر ریچاردسون (به انگلیسی: William Alexander Richardson) سناتور سابق عضو حزب دموکرات ایالات متحده آمریکا بود. وی در سال ۱۸۶۳ تا ۱۸۶۵ میلادی سناتور ایالت ایلی‌نوی در سنای ایالات متحده آمریکا بود.